# Chastellux-sur-Cure
Chastellux-sur-Cure – miejscowość i gmina we Francji, w regionie Burgundia-Franche-Comté, w departamencie Yonne. W 2013 roku jej populacja wynosiła 151 mieszkańców. Przez gminę przepływa rzeka Cure. 